# Abū Şīr (ort i Egypten)
Abū Şīr (engelska: Abu Sir) är en ort i Egypten.   Den ligger i guvernementet Giza, i den norra delen av landet, 20 km söder om huvudstaden Kairo. Abū Şīr ligger 53 meter över havet och antalet invånare är 200.
Terrängen runt Abū Şīr är platt. Runt Abū Şīr är det mycket tätbefolkat, med 9 644 invånare per kvadratkilometer. Närmaste större samhälle är Giza, 13,9 km norr om Abū Şīr. Trakten runt Abū Şīr består till största delen av jordbruksmark.